# Helmiopsiella leandrii
Helmiopsiella leandrii är en malvaväxtart som först beskrevs av Bénédict Pierre Georges Hochreutiner, och fick sitt nu gällande namn av L. Barnett. Helmiopsiella leandrii ingår i släktet Helmiopsiella och familjen malvaväxter. Inga underarter finns listade i Catalogue of Life.